# North Tweedsmuir Island
North Tweedsmuir Island – niezamieszkana wyspa w Basenie Foxe’a, w Archipelagu Arktycznym, w regionie Qikiqtaaluk, na terytorium Nunavut, w Kanadzie. Jest położona pomiędzy Ziemią Baffina a Foley Island. Inne wyspy w pobliżu to m.in. Anderson Island (20,9 km), Amagok Island (29,6 km), South Tweedsmuir Island (32,8 km).
Wyspa nazwana na cześć Johna Buchana, 1. barona Tweedsmuir.